# Kỹ thuật hàng không
Kỹ thuật hàng không là khoa học  về hàng không, về thiết kế, lắp ráp, phát triển và đảm bảo các yếu tố kỹ thuật trực tiếp cho các phương tiện bay (máy bay và khí cụ bay). Các kỹ sư hàng không tập trung vào phát triển không phận, thiết kế sân bay, công nghệ định vị và điều hướng máy bay và quy hoạch sân bay. Các chuyên gia làm việc trong lĩnh vực này thử nghiệm với những đổi mới trong công nghệ và vật liệu,  thử nghiệm máy bay, mô phỏng điều kiện bay,.. v.v.
Ngành này cũng liên quan đến việc xây dựng chính sách công, quy định, luật hàng không liên quan đến không phận, hãng hàng không, sân bay, bãi đáp và thực hiện các thỏa thuận dịch vụ hàng không thông qua các hiệp ước.
Ngành kỹ thuật này khác biệt với kỹ thuật hàng không vũ trụ liên quan đến khoa học về tàu bay và thiết bị vũ trụ.

## Phát triển không phận
Không phận toàn cầu được chia thành nhiều không phận lãnh thổ mà sau đó thuộc về quyền quản lý của một quốc gia nhất định.  Nói chung, không phận phải được thiết kế để mang lại lợi ích cho cả người dùng quân sự và dân sự. Việc lập kế hoạch và thiết kế không phận là rất quan trọng để không ảnh hưởng đến các hoạt động quân sự và xác định đường bay mà các hãng hàng không thương mại có thể tự do di chuyển mà không cần sự can thiệp của chính quyền quân sự. Ví dụ, không phải tất cả không phận Trung Quốc đều có thể được sử dụng cho điều hướng hàng không thương mại; một số không gian nhất định được chỉ định là chỉ sử dụng cho quân đội. Điều hướng bên ngoài không phận dành cho dân sự trong nước có thể dẫn đến nguy cơ máy bay bị lạc lối.
Trong những năm trước, không phận đã bị giới hạn trong các dịch vụ quân sự và vận chuyển hàng không. Sự tiến bộ trong kỹ thuật hàng không vũ trụ đã đưa ra các thiết kế máy bay dẫn đến sự phát triển của máy bay thương mại. Chính phủ trên toàn thế giới
đã hoàn thành quyền bay cho các hãng hàng không liên quan của họ và máy bay tương ứng. Các chính phủ đã nhìn thấy tiềm năng kinh tế của không phận như một doanh nghiệp nhà nước. Sự phát triển của hàng không thương mại gia tăng đã dẫn đến việc nghiên cứu sự phức tạp của quản lý máy bay, thiết kế và xây dựng sân bay, các thỏa thuận dịch vụ hàng không quốc tế.

## Thiết kế sân bay
Những mẫu thiết kế sân bay mới hơn đã được phát triển để đáp ứng các tiêu chuẩn môi trường toàn cầu. Những tiến bộ trong kỹ thuật xây dựng dân dụng và kiến trúc tạo thành một sự tương tác giữa hai ngành.

## Triển vọng Nghề nghiệp

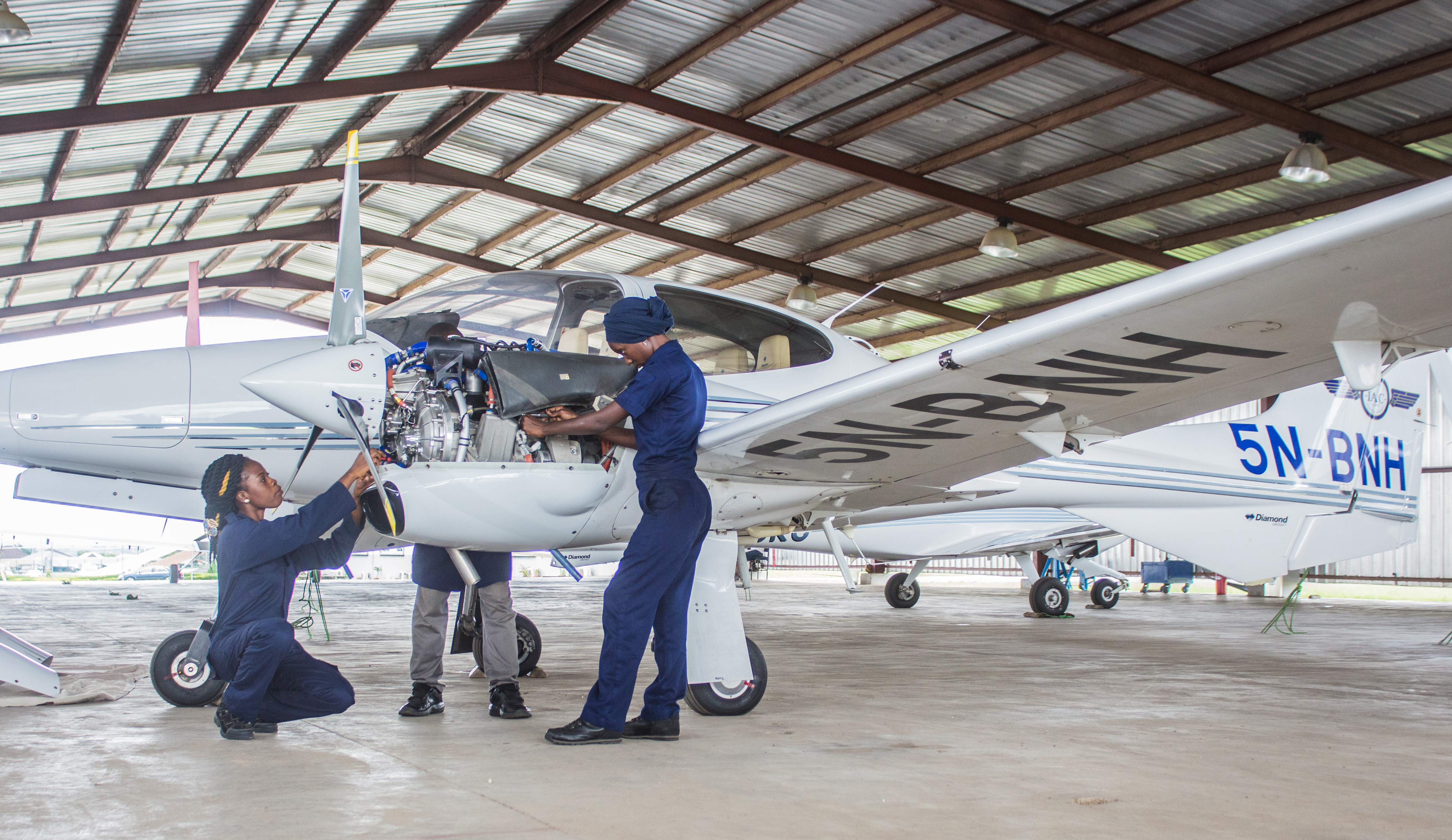
Những nữ kỹ sư hàng không làm việc trên một chiếc máy bay tại Đại học Hàng không Quốc tế, bang Kwara, Nigeria. Có rất ít phụ nữ làm việc trong lĩnh vực kỹ thuật hàng không ở Châu Phi.

Chính phủ trên khắp thế giới thuê mướn các kỹ sư hàng không vì đủ loại lý do. Tại Hoa Kỳ, các cơ quan liên bang, tiểu bang và địa phương đều thuê mướn các kỹ sư hàng không cho các cơ quan như Bộ Giao thông Vận tải liên bang và các sở giao thông vận tải tiểu bang. Cục Hàng không Liên bang (FAA) chịu trách nhiệm kiểm soát không lưu và sự điều hướng máy bay trên toàn quốc, và  điều hướng, cấp phép và chứng nhận cho các kỹ sư hàng không. FAA tuyển dụng nhiều kỹ sư hàng không để làm việc về các vấn đề nghiên cứu và phát triển, ô nhiễm tiếng ồn và máy bay siêu thanh và  nhiều thứ khác.
Các kỹ sư tham gia rất nhiều vào việc cải tiến các công nghệ hàng không để hỗ trợ cho sự phát triển của hàng không quân sự và thương mại. Các kỹ sư hàng không thường được tuyển dụng vào các hãng hàng không và các đơn vị nhà máy có hoạt động kỹ thuật sản xuất chuyên về sự tiến bộ công nghệ của các động cơ, bộ phận và thiết bị hàng không,  như  thiết bị động lực nhiên liệu, đầu nối điện, hệ thống điều hòa oxy, cụm thiết bị hạ cánh và các bộ phận  cần sự chú ý đặc biệt khác.
Không chỉ làm việc trên máy bay, các kỹ sư hàng không cũng đóng một vai trò lớn trong thiết kế sân bay. Họ cung cấp hướng dẫn về việc xây dựng và hoạt động hàng ngày của các sân bay cũng như hỗ trợ vận hành và bảo trì.